# Giubilanti d'amore fraterno
Giubilanti d'amore fraterno (dansk: Jublende af broderkærlighed) var San Marinos nationalsang indtil 1894 med musik af Ulisse Balsimelli og tekster af Aurelio Muccioli. Sangen blev erstattet af Inno Nazionale della Repubblica af Federico Consolo.

## Tekster

### Italienske version
Giubilanti d’amore fraterno, 

Salutiam la natale pendice!

Salutiam questa rupe felice

Vaga gemma dell’italo suol.

Libertà nostre case tutela

Libertà le nostr’alme ristora

Libertà, libertà sol c’infiora

Di dolcezza, di pace e d’amor.
OMKVÆD:

Giuriam fratelli – con tutto il core,

Al nostro tetto – perenne amor.

Giuriam, giuriam!
Qui il ladrone col mezzo suo capo

Non lordava i purissimi colli:

No! Di sangue non fumano molli

Questi Sassi del nostro Titan.

Qui fratelli, e non vili tiranni

Della Patria fan mite governo;

Prence e schiavo l’ammiran, né scherno

Del prezioso suo bene si fa.
OMKVÆD
Coronata di triplice torre

Che potenza suprema dinota,

Ah! non crolla, non cade, ma immota

Al variar dell’etadi si sta.

La funesta membranza d’un Giuda

Che rubar ci provò libertade,

Viva sempre nell’alme contrade

Quale storia d’orrendo squallor.
OMKVÆD
Di Marino la povera rupe

Salva, o Cielo, da’ fieri perigli;

E noi fidi, diletti suoi figli

Emulando le gloria n’andrem.

Giovanetti, se in core vi suona

Voce santa d’amore al Titano

Deh! posate sul petto la mano

E giurate serbar Libertà!
OMKVÆD

## Eksterne links
- MIDI-fil Arkiveret 13. oktober 2007 hos  Wayback Machine